# Tévéjáték
A tévéjáték televíziós műsorműfaj, egy többkamerás televíziós stúdióból sugárzott színi előadás, ellentétben a tévéfilmmel, amely a gyártásakor egyetlen kamerát alkalmaz több beállításban. A tévéjáték a televíziózás höskorában általában élőben ment, de azóta már rögzítik.

## Egyesült Királyság
Az 1950-es évektől az 1980-as évek elejéig a tévéjáték önálló televíziós műsorműfaj volt az Egyesült Királyságban. A műfajt gyakran társították a társadalmi hatású brit drámastílushoz, amelyet „a konyhai mosogató realizmusaként” ismertek, és amely a munkásosztálybeli családok társadalmi problémáit ábrázolta. Az Armchair Theatre (Fotelszínház) (ABC, később Thames, 1956–1974), a The Wednesday Play (Szerdai játék) (BBC, 1964–1970) és a Play for Today (Mai játék) (BBC, 1970–1984) című előadások minőségükért elismerést kaptak a kritikusoktól.

### Fotelszínház: 1956–1974
Az Armchair Theatre egy brit televíziós drámaantológia sorozat volt, amely eredeti formájában 1956-tól 1968-ig futott az ITV csatornán, majd a következő években szakaszosan felelevenítették 1973-ig. A kanadai producer, Sydney Newman, aki 1958 és 1962 között az ABC drámaigazgatója volt, az Armchair Theatre-t a „Dühös Fiatal Férfiak” generációjának eszközévé tette, akik számos nehéz és ellentmondásos témát dolgoztak fel realista „konyhai mosogató” stílusban.
A műsort országosan sugározta az ITV vasárnap esténként, és gyakran nagy közönséget vonzott. Több mint 450 darab készült el, és került adásba a Karosszék égisze alatt… 1956-tól 1980-ig. A legismertebbek közé tartozik Alun Owen Nincsenek villamosok a Lime Streetre (1959) és Harold Pinter Egy éjszaka házon kívül (1960) című műve.
Az Armchair Theatre fontos hatással volt a későbbi hasonló programokra, mint például a BBC The Wednesday Play (1964–1970) című műsorára. Ez utóbbi programot Sydney Newman kezdeményezte, hogy megismételje az Armchair Theatre sikerét, miután 1963-ban a BBC-hez került.

### A szerdai színdarab: 1964–1970
A Wednesday Play 1964 és 1970 között futott a BBC1-en. A műsort Sydney Newman, a BBC Drama akkori vezetője indította útjára, azzal a szándékkal, hogy a megrendelt daraboknak „relevánsnak kell lenniük a mainstream közönség életéhez”. A cél az volt, hogy olyan műveket találjanak vagy rendeljenek meg, amelyek „gyorsak… izgalmas narratívát mesélnek el takarékosan”, olyan anyagokat használva, „amelyek pontosabban tükrözik a közönség élményeit”. A sorozat producerei, köztük James MacTaggart, „friss, új írókat” alkalmaztak, akiknek új ötleteik vezettek ahhoz, hogy a sorozat „a vita és a felháborodás hírnevét” szerezte meg. Azt is szerette volna, ha megszabadul a BBC azon hírnevétől, hogy nagyon „biztonságos” és kihívást nem jelentő drámasorozatokaival valami markánsabbat és erőteljesebbet akart készíteni.
A sorozat hírnevet szerzett eredeti kortárs társadalmi drámák bemutatásával, bár más forrásokból származó adaptációk is szerepeltek, és a politikai kérdéseket a nagyközönség figyelmébe ajánlotta. Ken Loach rendező két nagy elismerésnek örvendő darabot készített a sorozathoz: Nell Dunn Up the Junction (1965) című regényének adaptációját és a Cathy Come Home (1966) című dokumentumfilm stílusú drámát, amely egy hajléktalan fiatal pár kísérletéről szól, hogy megtartsák gyermekeiket. A Wednesday Play 1970-ben ért véget, amikor megváltozott a sugárzási nap, és a sorozat átalakult Play for Today címre.

### Játssz ma: 1970–1984
A Play for Today egy brit televíziós antológia drámasorozat volt, amelyet a BBC készített, és BBC One sugárzott 1970 és 1984 között. A sorozat tizennégy éves sugárzási időszaka alatt több mint 300 eredeti darabot sugároztak, amelyek többsége egy óra és kilencven perc közötti hosszúságú volt. A Play for Today szekció nyers kortárs szocialista realista drámákat, történelmi darabokat, fantasy filmeket, életrajzi filmeket és sci-fi filmeket mutatott be. A legtöbb darab közvetlenül a televíziónak készült, de időnként regények és színpadi darabok adaptációi is megjelentek.
A sorozat néhány jól ismert darabja között szerepel Mike Leigh Májusi dió (1976) és Abigél partija (1977) című művei, amelyek a szomszédok és a házaspárok közötti diszfunkcionális interakciókat vizsgálták. Néhány darabból, például a Rumpole of the Bailey-ből, később sorozat készült.

### A műfaj hanyatlása: az 1980-as évek közepén
A televíziós színdarabok az 1980-as évektől ritkábban jelentek meg, mivel akkor a tévéfilmek felé fordult a trend, amelyeket esetleg korlátozott filmvetítéseken mutattak be, mielőtt a Channel 4-en mutatták volna be őket. Egy másik tényező a krimi vagy orvosi műfajok folyamatos sorozataira való nagyobb támaszkodás volt a növekvő többcsatornás környezetben. Mindazonáltal a televíziós színdarabokat a magas színvonalú brit televíziós dráma etalonjának tekintették.

## Egyesült Államok
Az Amerikai Egyesült Államokban a televíziós játékokat főként 1948 és 1961 között láthatták, az élő tévés drámák időszakában, amely a televíziózás aranykorát keretezte.

## Szovjetunió
A Szovjetunióban a tévéjátékokat kizárólag 1938-tól az 1950-es évek elejéig gyártották, később pedig kineszkóppal kezdték rögzíteni őket.
A műfaj gyártásával az 1980-as évek közepén felhagytak.

## Oroszország
A műfaj felélesztésére a 2000-es évek elején az Oroszország-Kultúra tévécsatorna tett kísérletet több kisebb tévéjáték és egy egészestés darab, Leonyid Zorin „Réznagyi” („Медная бабушка”) című darabja elkészítésével. Hasonló erőfeszítéseket tett ugyanebben az időszakban egy helyi állami televíziós társaság is Nyizsnyij Novgorodban.

## Lengyelország
A Teatr Telewizji (Televíziós Színház) a Telewizja Polska, a lengyel közszolgálati műsorszolgáltató televíziós darabjaiért felelős szervezet. Az első darab 1953. november 8-án került adásba. 

## Magyarország

## Fordítás
- Ez a szócikk részben vagy egészben  a   Television play című angol Wikipédia-szócikk ezen változatának fordításán alapul.  Az eredeti cikk szerkesztőit annak laptörténete sorolja fel. Ez a jelzés csupán a megfogalmazás eredetét és a szerzői jogokat jelzi, nem szolgál a cikkben szereplő információk forrásmegjelöléseként.

### Bibliográfia
- Evans, Jeff: A Penguin TV Companion (1. kiadás). London : Penguin Books . 2001 ISBN 0-14-051467-8ISBN 0-14-051467-8
- Vahimagi, Tise: Brit Televízió: Illusztrált kalauz . Oxford . Oxford University Press / Brit Filmintézet . 1994 ISBN 0-19-818336-4ISBN 0-19-818336-4